# Nuno André Coelho
Nuno André da Silva Coelho (* 7. Januar 1986 in Penafiel) ist ein portugiesischer Fußballspieler.

## Karriere
Im Alter von 18 Jahren wechselte Coelho vom lokalen Jugendverein FC Penafiel zum Nachbarn FC Porto, wo er 2005 die ersten Monate für die Reservemannschaft auflief. Nachdem er für kurze Zeit zum portugiesischen Zweitligisten FC Maia ausgeliehen wurde, folgten in den nächsten drei Saisons weiter Leihgeschäfte mit Standard Lüttich, Portimonense SC und CF Estrela Amadora.
Am 4. August 2008 absolvierte Coelho sein erstes Spiel in der erstklassigen Primeira Liga beim 1:0-Sieg von Amadora gegen Académica de Coimbra. Nach seiner Rückkehr zu Porto absolvierte er nur ein einziges Spiel in der Liga-Saison.
Zur Saison 2010/11 wechselte Coelho plus 11 Millionen Euro im Tausch mit João Moutinho zu Sporting Lissabon und unterschrieb dort einen Vierjahresvertrag. Sein erstes Spiel absolvierte er am 13. August bei der 0:1-Niederlage gegen FC Paços de Ferreira. Nachdem Sporting das Hinspiel der Europa-League-Playoffs mit 0:2 verloren hatte, konnte das Rückspiel mit 3:0 gewonnen werden, wobei Coelho ein 40-Meter-Tor erzielte und sein Verein somit in die Gruppenphase einzog.
Zum Ende der Saison wurde Coelho, der einige Spiele gesundheitsbedingt aussetzten musste, an Sporting Braga verkauft, wo er einen Vierjahresvertrag bis 2015 unterschrieb.
Zur Saison 2014/15 wechselte Coelho in die türkische Süper Lig zum Aufsteiger Balıkesirspor. Diesen Klub verließ er im Februar 2015 wieder.

## Erfolge
- FC Porto
  - Portugiesischer Pokal: 2010
  - Portugiesischer Supercup: 2010
- Sporting Braga:
  - Portugiesischer Ligapokal: 2013